# Торговля людьми на Украине
Торговля людьми на Украине является масштабным явлением и остаётся серьёзной проблемой украинского общества. По мнению многих международных организаций, все усилия украинской власти, направленные на пресечение нелегального вывоза людей, остаются недостаточными и несоответствующими международным стандартам.
В 2023 году «Управлением Госдепартамента США по мониторингу и борьбе с торговлей людьми» Украина была определена, как страна со средним рейтингом правительства по борьбе с торговлей людьми —«уровня»2.

## Профиль страны в контексте торговли людьми
Среди основных причин взрывного роста торговли людьми на Украине называют распад Советского Союза и связанные с ним хаос в государственном управлении, криминализация экономики, вакуум власти и недостаток эффективного правового регулирования многих сфер общественной жизни. На Украине этот процесс привёл к тому, что страна заняла особое место среди поставщиков молодых женщин на международные рынки секс-услуг.
По заключению Международной организации по миграции, с точки зрения международной торговли людьми Украина представляет из себя источник товара, его транзитный маршрут и пункт назначения одновременно. Основными экспортными направлениями вывоза человеческого материала из Украины являются Польша, Россия, Турция, Италия, Австрия, Испания, Германия, Португалия, Чехия, Объединённые Арабские Эмираты, Великобритания, Израиль, Греция, Ливан, Бенин, Тунис, Кипр, Швейцария, США, Канада и Белоруссия, помимо этого всё возрастающая доля сделок осуществляется на внутриукраинском рынке. Попадая за рубеж, большая часть потерпевших-мужчин используется в качестве подневольного трудового ресурса на строительных, производственных или сельскохозяйственных работах. Однако, подавляющим числом жертв теневого бизнеса остаются лица женского пола (см. насилие над женщинами на Украине), а пунктами их назначения становится секс-индустрия Турции, Греции, Кипра, Италии, Испании, Боснии и Герцеговины, Хорватии, Черногории, Северной Македонии, Сербии, Словении, Объединённых Арабских Эмиратов, Сирии, Китая и др.
В настоящее время спрос на славянских женщин на рынках Северной Америки и Европы весьма высок; как правило, он удовлетворяется за счёт обширных ресурсов обнищавшего населения бывшего Советского Союза. Международная организация по миграции для обозначения этого явления использует термин «четвёртая волна», которая объединяет собой всех жертв нелегального трафика из стран Центральной и Восточной Европы, включая женщин и детей с Украины. Отправной точкой развития этого процесса стало начало 90-х годов XX века. Предыдущие волны миграции состояли из таиландских и филиппинских женщин (первая), доминиканских и колумбийских (вторая), нигерийских и ганских (третья). Теперь же международная преступность импортирует женщин с Украины, из России, стран Балтики, Венгрии, Польши и Румынии туда, где они считаются экзотическим и желанным товаром. Как правило, пунктами назначения становятся развитые страны Европы, Азии, Северной Америки и Ближнего Востока. В 2002 году размах нелегального трафика женщин для занятий проституцией (см. проституция на Украине) поставил Украину на первое место в мировом масштабе.
Жертвами торговли человеческим товаром на Украине являются не только женщины, но и дети, которых используют для насильственного труда, попрошайничества и принудительного предоставления сексуальных услуг, нередко подвергая насилию и пыткам (см. права человека на Украине). По данным Международной организации по миграции, дети составляют не менее 4 % из всех пострадавших от нелегальной торговли живым товаром на Украине.
Сравнительное исследование, проведённое на Украине и в Гане, позволяет заключить, что процедура вывоза женщин из этих стран не часто сопровождается принуждением. Например, анализ баз данных Международной организации по миграции по Украине за 2004—2006 годы показал, что из 1939 жертв только 0,5 % были похищены, а в 1,5 % случаев имел место факт продажи потерпевших членами их семей. В абсолютном большинстве ситуаций (85 %) будущие жертвы нелегального трафика рекрутировались посредством личного контакта. По данным украинского Интерпола, не последнее значение в этом процессе имеют завышенные (если не сказать — наивные) ожидания потерпевших, 75 % из которых не осознавали, что вместо заманчивого предложения работы за рубежом их ждёт принуждение к банальной проституции. Исследователи утверждают, что подобная степень наивности не удивительна, так как сведения о западном стиле жизни украинское население черпает в основном из популярной кинопродукции вроде телесериала «Санта-Барбара» и кинофильмa «Красотка». В связи с этим попытки многих феминистских организаций рассматривать проституток-мигрантов как жертв подпольного бизнеса нередко остро критикуются. Например, по данным доктора Лоры Агустин, большинство секс-работниц из Нигерии и с Украины добровольно и осознанно покидает свою родину для занятий проституцией и не может считаться пострадавшими.

## Количественные показатели
Существуют различные сведения об объёмах торговли людьми на Украине. Например, по данным Международной организации по миграции с 1991 года более 230 000 украинцев стали жертвами торговли людьми на Украине, что сделало эту страну одним из главных источников «живого товара» для европейских государств. Однако, в 1998 году украинское Министерство внутренних дел оценило число женщин, вывезенных из страны за десять лет, в 400 000 человек. С другой стороны, Международная организация по миграции оценила полное число женщин, вывезенных на Запад из Украины с 1991 по 1998 годы, как полмиллиона человек. В дополнение к ним приводятся данные, что начиная с 1989 года массовая иммиграция советских евреев в Израиль позволила прикрыть переправку более 10 000 женщин для израильской секс-индустрии, торговый оборот которой достиг 450 миллионов долларов. Сравнительный анализ показывает, что в Европейском Союзе в сфере проституции занято около полумиллиона представительниц Центральной и Восточной Европы, а по данным на 1998 год 87,5 % женщин, ввезённых, например, в Германию были из Восточной Европы, среди которых 17 % было из Польши, 14 % с Украины, 12 % из Чешской Республики и 8 % из Российской Федерации. Выходцы с Украины составляют также большинство жертв нелегальных каналов по перевозки людей через Польшу для последующей сексуальной эксплуатации и противозаконного использования как подневольной рабочей силы. Например, по данным за 1995—2010 годы среди иностранцев, пострадавших от нелегальной торговли людьми, сексуальной эксплуатации и подневольного труда на территории Польши выходцы с Украины составляют 350 случаев, из Белоруссии — 311, Болгарии — 87, Румынии — 24, Молдавии — 21 и России — 15. Только в одном 2008 году польская прокуратура зафиксировала 315 потерпевших из которых по данным Международной организации по миграции 65 человек были украинцами.
При этом, независимые исследователи проблем теневого бизнеса указывают, что на Украине существуют объективные трудности с идентификацией жертв и отслеживанием международных перемещений своих граждан. В результате такой ситуации приведённые цифры отражают не более, чем минимальную оценку того, что на самом деле происходит в реальности.

## Методы и способы работы преступников
На Украине криминальные сети по торговле людьми, как правило, исходят из тяжёлой экономической ситуации в стране и высокого уровня безработицы (см. экономика Украины), которая позволяет криминалу завлекать потенциальных жертв обещаниями хорошо оплачиваемой работы в развитых странах. Известно, что не менее 80 % пострадавших от торговли людьми на Украине были безработными и около 60 % из них остались безработными после возвращения на родину. Для манипуляций со своими жертвами преступниками используются самые разные средства (обман, запугивания, физическое насилие и т. п.), а также коррупция в госструктурах страны. Нередко, одни жертвы криминала используются для привлечения других.
Женщин обычно вовлекают через туристические агентства или компании по трудоустройству персонала, которые функционируют на законной основе. Некоторые из таких организаций могут даже не иметь официальной регистрации, а при возникновении претензий у них всегда есть возможность объяснить свою деятельность исключительно предоставлением консультаций, что не требует лицензирования.
Очень часто нанимаемых женщин заставляют оплачивать из своего кармана дорожные издержки, что может заставить их влезть в долговые обязательства. По информации из полиции около 70 % жертв пересекают границу по своим подлинным документам с туристическими визами, которые преступники получают через коррумпированных официальных лиц. После добровольного и законного выезда за рубеж по туристической визе женщины не возвращаются. Например, известны случаи, когда в женских туристических группах после поездки в Турцию до половины группы не возвращалась обратно. Если женщина во время выезда с Украины использует свои настоящие документы, то ей просто дают номер телефона или адрес в стране назначения для установления контакта с будущими работодателями.
Также на Украине нередки случаи торговли детьми и подростками. Их могут похищать и перепродавать через процедуры усыновления (удочерения). Известно несколько единичных случаем продажи детей за границу родителями. Однако обычно преступники себя презентуют родителям жертвы в качестве представителей зарубежных модельных школ. Девочек приглашают на интервью в модельные школы, которые предлагают пройти им «обучение» позированию перед фотокамерой. Во время такой «подготовки» делаются фотоснимки детей с минимумом одежды и в провокационных позах. Эти фотоматериалы отправляются за границу для выбора потенциальных кандидатур на переправку за рубеж.
Помимо этого, преступники часто работают под видом религиозных групп. Известны случаи, когда лже-миссионеры из США предлагали обучать детей английскому языку и Библии с возможностью продолжить это обучение в Америке. Однако, родители обнаружили, что вместо уроков их детям демонстрировалась порнография, а также делались попытки сексуальных домогательств. Потерпевшие были проинструктированы не рассказывать родителям ни о чём, а также засвидетельствовали, что эта группа допускала сексуальные отношения между ребёнком и взрослым.
Огромный интерес у торговцев людьми также вызывают беспризорные дети, которых на Украине не менее 100 000 человек по данным на 2000 год (см. детская беспризорность на Украине). К сожалению, дать оценку этому явлению трудно, однако известно, что беспризорность детей на Украине связана с высокой степенью алкоголизации социума (см. алкоголизм на Украине) и многие дети оказываются на улице из-за склонности их родителей к пьянству.

## Реакция властей
В 1998 году торговля человеческим товаром была осознана украинским правительством как проблема, и в уголовном кодексе появилась статья 124 как основной юридический инструмент противодействия. В 1999 году была разработана официальная программа по пресечению нелегального вывоза женщин и детей на 1999—2001 годы, которая подчеркивала ответственность украинских министерств и важность их кооперации с неправительственными организациями. С помощью ОБСЕ была запущена двусторонняя программа по взаимодействию между Украиной и Польшей в области теневого вывоза людей, а в 2001 году Уголовный кодекс Украины был подвергнут новой серии исправлений. В 2012 году ответственность за координацию государственной политики в сфере торговли людьми была возложена на министерство социальной политики и труда, которое должно было координировать свои усилия с министерством иностранных дел, МВД, пограничной службой, министерством юстиции и министерством культуры.
Однако, в том же году научное исследование, которое было проведено при поддержке Еврокомиссии, показало, что Украина заняла 87-е место в общемировом рейтинге усилий по борьбе с торговлей человеческим товаром. Кроме этого, в 2017 году Госдепартамент США пришёл к выводу, что, несмотря на значительные усилия украинского правительства по пресечению криминальных каналов вывоза людей, эти попытки не соответствуют даже минимальным стандартам сразу в нескольких ключевых сферах и по целому ряду причин. Среди основных указывается на коррупцию (см. коррупция на Украине), неспособность расследовать и привлекать к ответственности виновных и т. п.. Коррупционный характер вовлечённости украинских официальных лиц (судей, пограничников, прокуроров) в торговлю «живым товаром» и препятствование с их стороны правосудию регулярно становится темой докладов разнообразных неправительственных организаций.

## Война в Донбассе
В связи с боевыми действиями на востоке Украины международная организация K4D (англ. Knowledge, evidence and learning for development) опубликовала доклад, в котором выразила обеспокоенность возрастающим уровнем насилия на Украине. Как полагают эксперты организации, торговля людьми свойственна Украине, но в ходе боевых действий ситуация в этой сфере только обострилась. С начала 2015 года вывоз женщин резко возрос, что обернуло вспять тенденцию нескольких предыдущих лет, когда большей частью «живого товара» были мужчины, которых использовали для подневольного труда как на Украине, так и в России, странах Европы, Центральной Азии и Ближнего Востока. Обращается внимание, что наиболее уязвимой частью общества, которая сильнее остальных страдает от нелегальной торговли людьми являются вынужденные переселенцы. В то же самое время украинское правительство продолжает демонстрировать только слабые попытки навести порядок: с 2014 по 2017 год количество осуждённых за преступления, связанные с незаконной торговлей людьми, продолжало снижаться.